# Bat for Lashes
Bat for Lashes (настоящее имя Наташа Хан, Natasha Khan, род. 25 октября 1979 года, Брайтон — британская музыкальная исполнительница. Её отец пакистанец, а мать англичанка.
Музыкальные работы Bat For Lashes сравнивают с работами Björk, PJ Harvey, Annie Lennox, Tori Amos, Fiona Apple.
Дебютный альбом Наташи Fur and Gold был выпущен 11 сентября 2006 года. Он занял 48-ю строчку чарта «Лучший альбом» в Великобритании и был номинирован на ежегодную музыкальную премию Mercury Prize в 2007 году.
Второй альбом Two Suns, вышедший 6 апреля 2009 года, достиг пятой строчки чарта «Лучший альбом» в Великобритании и 17-й строчки в Ирландии. Альбом Two Suns также был номинирован на музыкальную премию Mercury Prize.

## Биография

### Ранние годы
Наташа Хан родилась 25 октября 1979 года. Она родилась в семье пакистанца Рехмата Хана (профессиональный игрок в сквош, как и его брат) и англичанки.
В детстве Наташа с сестрой Сурайей и братом Тариком посещали соревнования по сквошу, где играл её дядя, который по словам певицы вдохновил её на творчество. Когда отец ушёл из семьи, Наташа Хан занялась игрой на фортепиано, предпочитая импровизацию заучиванию и урокам. Хан чувствовала, что фортепиано стало её способом выражать свои эмоции: «Вам нужно найти свой канал, чтобы выражать чувства, и чтобы избавиться от них».
В детстве Хан стала жертвой расизма, дети после школы часто задирали её, в результате девочка часто стала прогуливать школу, и вместо этого изучала музыку.
После окончания школы Наташа Хан решила отправиться автостопом по Америке вместе со своим другом. Через три месяца она вернулась в Британию, где отправилась в Брайтон, чтобы получить музыкальное образование в Брайтонском Университете.

### Fur and Gold

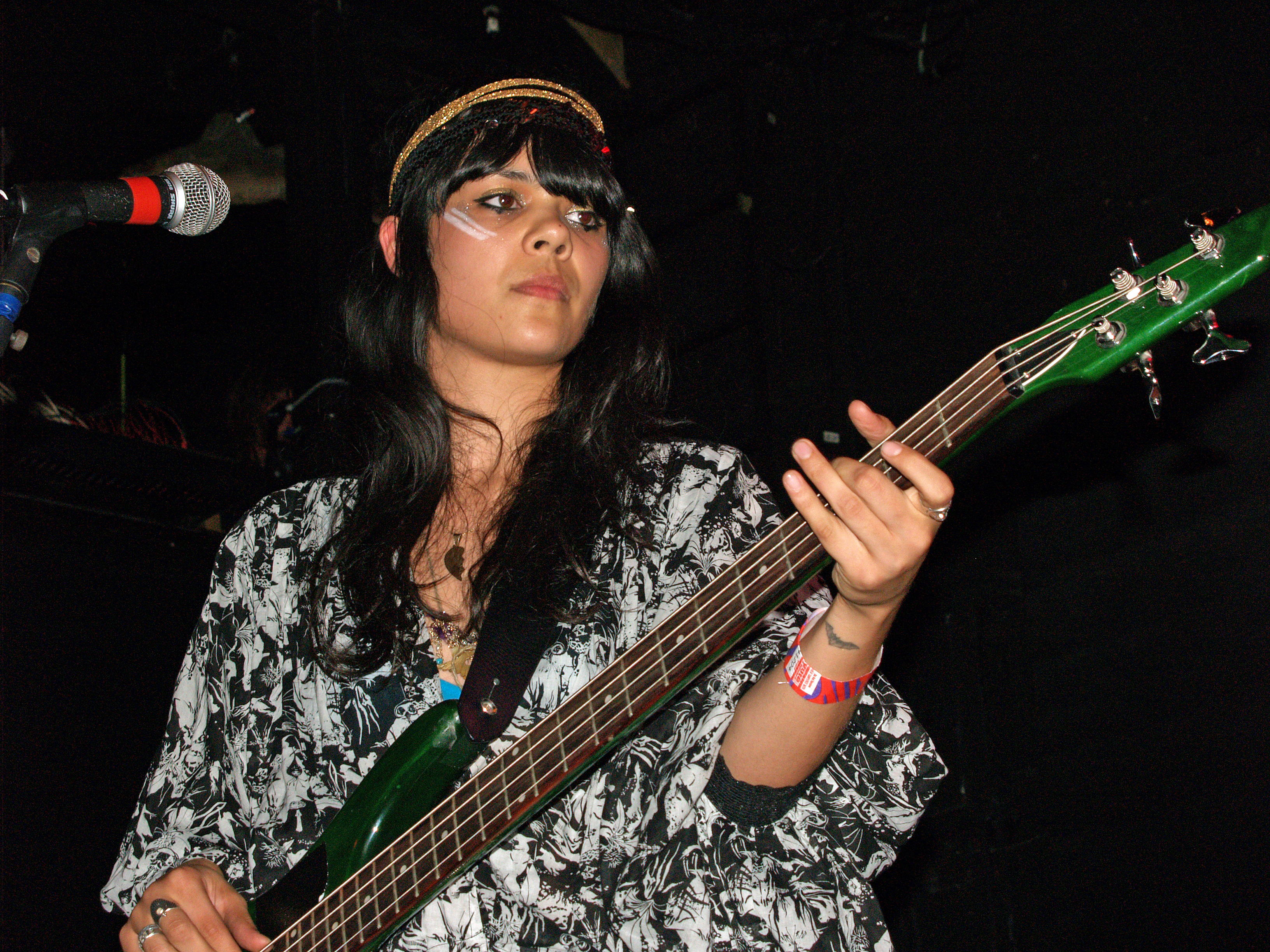
Выступление Хан в Нью-Йорке в поддержку альбома Fur and Gold.

Получив высшее музыкальное образование,, она начала работать учительницей начальных классов, параллельно создавая материал для своего первого альбома.
Дебютный сингл «The Wizard» был издан в формате цифрового скачивания и на грампластинке лейблом Drowned in Sound. Затем она подписала контракт с лейблом Echo и выпустила свой дебютный альбом Fur and Gold 11 сентября 2006 года. В 2007 Bat for Lashes разорвала контракт и начала сотрудничать с Parlophone Records.
Музыку Хан сравнивали c Сьюзи Сью,, Бьорк, Кейт Буш, Cat Power, PJ Harvey, Энни Леннокс, Тори Амос и Фионой Эппл.
17 июля Fur and Gold был номинирован на премию Mercury Prize года.
После успешных продаж второго альбома Хан Two Suns, продажи Fur and Gold в Великобритании тоже поднялись, и он получил статус Серебряного от организации BPI 29 мая 2009 года.

### Two Suns

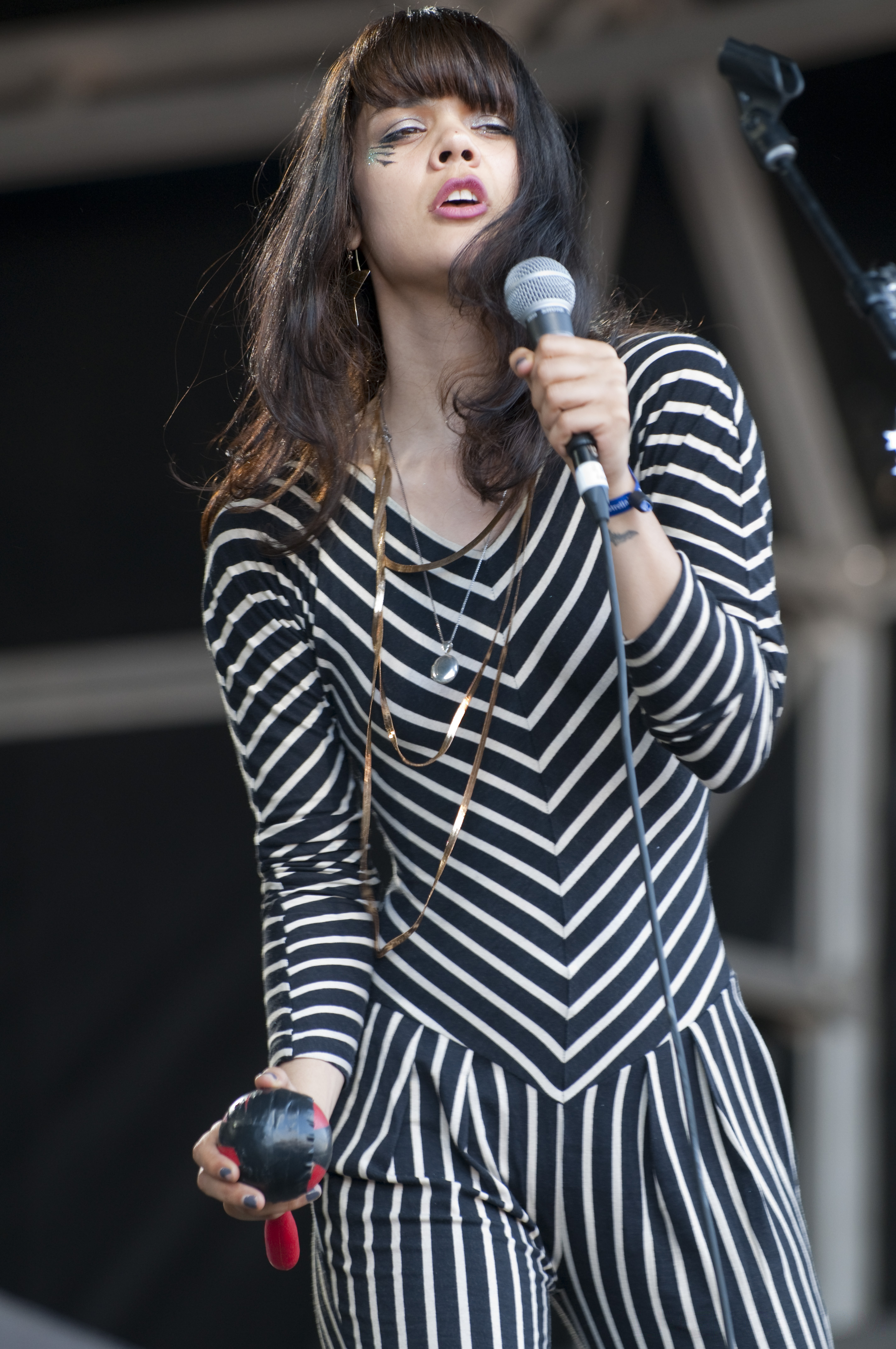
Bat For Lashes на Primavera Sound 2009

Второй альбом Хан, Two Suns, был издан 7 апреля 2009 года.
Концептуальный альбом Two Suns фокусируется на альтер эго певицы по имени Pearl. В интервью для MTV Наташа Хан рассказала, что у альбома будет новый, вдохновлённый её пребыванием в Америке, стиль.
Two Suns дебютировал на 5 месте в UK Albums Chart. Первый сингл «Daniel» вошёл в топ 40 британского чарта синглов. Альбом набрал 77 баллов из 100 в рейтинге сайта Metacritic.
1 мая 2009 года Two Suns получил статус Серебряного, а 31 июля — Золотого. Альбом также, как и предыдущий получил номинацию на Mercury Prize. «Daniel» получила номинацию MTV Video Music Award в категории Breakthrough video of the year. 3 ноября 2009 дизайн обложки был номинирован на награду Best Art Vinyl 2009. Весной 2010 года Наташа Хан отправилась в совместное турне с Coldplay, выступая на разогреве группы в странах Южной Америки.
В середине 2010 Хан и Бек записали совместную композицию «Let’s Get Lost», которая позже вошла в саундтрек фильма Сумерки. Сага. Затмение. В 2014 году Хан приняла участие в записи альбома Деймона Албарна Everyday Robots.

## Личная жизнь
Хан переехала из Лондона в Лос-Анджелес в 2017 году. Она и её муж, австралийский актёр и модель Сэмюэл Уоткинс, живут в Хайленд-парке. В июле 2020 года Хан родила дочь.
| Год  | Название                                                                                   | Чарты | Чарты | Чарты | Чарты | Чарты | Чарты | Чарты | Чарты | Статус            |
| Год  | Название                                                                                   | UK    | IRE   | CHE   | FIN   | FLA   | FRA   | US    | WAL   | Статус            |
| ---- | ------------------------------------------------------------------------------------------ | ----- | ----- | ----- | ----- | ----- | ----- | ----- | ----- | ----------------- |
| 2006 | Fur and Gold - Дата выхода: 11 сентября 2006 - Формат: CD, грампластинка, digital download | 48    | —     | —     | —     | —     | 130   | —     | —     | - BPI: Серебряный |
| 2009 | Two Suns - Дата выхода: 6 апреля 2009 - Формат: CD, грампластинка, digital download        | 5     | 17    | 94    | 39    | 26    | 56    | 141   | 74    | - BPI: Золотой    |
| 2012 | The Haunted Man - Дата выхода: 15 октября 2012 - Лейбл: Parlophone/EMI                     |       |       |       |       |       |       |       |       |                   |
| 2016 | The Bride - Дата выхода: 1 июля 2016 - Лейбл: The Echo Label Limited                       |       |       |       |       |       |       |       |       |                   |
| 2019 | Lost Girls - Дата выхода: 6 сентября 2019 - Лейбл: AWAL                                    |       |       |       |       |       |       |       |       |                   |
| 2024 | The Dream of Delphi - Дата выхода: 31 мая 2024 - Лейбл: Mercury KX                         |       |       |       |       |       |       |       |       |                   |

## Награды и номинации
| Год  | Награда                | Номинация                       | Результат |
| ---- | ---------------------- | ------------------------------- | --------- |
| 2007 | Mercury Prize          | Fur and Gold                    | Номинация |
| 2007 | ASCAP Awards           | Vanguard Award                  | Победа    |
| 2008 | Brit Awards            | British Breakthrough Act        | Номинация |
| 2008 | Brit Awards            | British Female Solo Artist      | Номинация |
| 2009 | Mercury Prize          | Two Suns                        | Номинация |
| 2009 | MTV Video Music Awards | Breakthrough Video (Daniel)     | Номинация |
| 2009 | Best Art Vinyl of 2009 | «Two Suns»                      | Номинация |
| 2010 | Brit Awards            | British Female Solo Artist      | Номинация |
| 2010 | UK Asian Music Awards  | Best Alternative Act            | Победа    |
| 2010 | Ivor Novello Awards    | Best Contemporary Song (Daniel) | Победа    |